# Ismael Mafra Cabral
Ismael Mafra Cabral, meglio noto come Ismael (Águas da Prata, 7 febbraio 1938 – Santo André, 15 gennaio 2009), è stato un calciatore brasiliano, di ruolo difensore.
Terzino destro, ha vinto diversi titoli con i colori del Santos di Pelé: tre volte – consecutive – il campionato nazionale, il Torneo Rio-San Paolo 1963 e il Paulistao 1964. Inoltre ha contribuito al successo in Libertadores del Santos (1963) che in finale ha sconfitto gli argentini del Boca Juniors, e alle due Intercontinentali consecutive (1962 contro il Benfica e 1963 contro il Milan).
Ismael gioca da titolare la seconda finale e la "bella" contro il Milan: si rende protagonista – assieme a tutto il reparto difensivo – di alcuni interventi fallosi poco ortodossi non sanzionati dall'arbitro argentino Brozzi. Dopo aver perso 4-2 a Milano e aver vinto con lo stesso risultato in casa, si gioca la terza finale, vinta dai brasiliani per 1-0. Solo successivamente, si scoprirà che l'arbitro Brozzi era stato corrotto per favorire il Santos.

## Palmarès

### Competizioni statali
- Campionato paulista: 1

Santos: 1964

### Competizioni nazionali
- Taça Brasil: 3

Santos: 1962, 1963, 1964
- Torneo Rio-San Paolo: 1

Santos: 1963

### Competizioni internazionali
- Coppa Libertadores: 1

Santos: 1963
- Coppa Intercontinentale: 2

Santos: 1962, 1963